# 12-es villamos (Szczecin)
A szczecini 12-es jelzésű villamos a Pomorzany – Plac Rodła – Dworzec Niebuszewo útvonalon közlekedik. A 6,9 km hosszú vonalon 1985-ben indult meg a közlekedés. A vonalat a Szczecini Villamosok (Tramwaje Szczecińskie) közlekedteti az Utak és Közlekedési Hatóság (Zarząd Dróg i Transportu Miejskiego) megrendelésére.

## Útvonala
| Pomorzany felé | Dworzec Niebuszewo felé |
| --- | --- |
| Dworzec Niebuszewo – Orzeszkowej – Boguchwały - Asnyka – Kołłątaja – Wyzwolenia – Piłsudskiego – Piastów – Powstańców Wielkopolskich – Budziszyńska – Pomorzany | Pomorzany – Budziszyńska – Powstańców Wielkopolskich – Piastów – Piłsudskiego – Wyzwolenia – Kołłątaja – Asnyka – Orzeszkowej – Dworzec Niebuszewo |

## Megállóhelyek és átszállási lehetőségek
| 12 (Pomorzany – Dworzec Niebuszewo) |                            |                                                               |
| Megállóhely                         | Település                  | Átszállási kapcsolatok                                        |
| Pomorzany                           | Pomorzany                  | 3, 4, 6, 11 53                                                |
| Frysztacka                          | Pomorzany                  | 4, 11 53                                                      |
| Szpitalna                           | Pomorzany                  | 4, 11                                                         |
| Starkiewicza                        | Pomorzany                  | 4, 11                                                         |
| Plac Szyrockiego                    | Pomorzany                  | 4, 11                                                         |
| Szwoleżerów                         | Nowe Miasto                | 4, 11 61, 62, 81, 83                                          |
| Narutowicza                         | Śródmieście-Zachód         | 4, 11 61, 62, 81, 83                                          |
| Plac Kościuszki                     | Turzyn, Śródmieście-Zachód | 5, 7, 8, 9, 10, 11 61, 62, 75, 81, 83                         |
| Piastów                             | Turzyn, Śródmieście-Zachód | 4, 5, 11 86                                                   |
| Plac Szarych Szeregów               | Centrum                    | 1, 5, 11 87                                                   |
| Plac Grunwaldzki                    | Centrum                    | 1, 5, 11 70                                                   |
| Plac Rodła                          | Centrum                    | 1, 2, 3, 5, 10, 11 58, 59, 70, 86, 101, 107, A, B, C, F, G, H |
| Rayskiego                           | Śródmieście-Północ         | 2, 3, 10 B                                                    |
| Plac Witosa                         | Śródmieście-Północ         | 2, 3, 10                                                      |
| Lubomirskiego                       | Śródmieście-Północ         | 2, 3, 10                                                      |
| Kołłątaja                           | Niebuszewo-Bolinko         | 2, 3, 10 53, 60, 63, 67, 69, 87                               |
| Niemcewicza                         | Niebuszewo-Bolinko         | 2 51, 57, 63, 69, 78, 82, 87, B                               |
| Boguchwały1                         | Niebuszewo-Bolinko         | 2 57, 63, 82                                                  |
| Dworzec Niebuszewo                  | Niebuszewo-Bolinko         | 2 51, 78, 87                                                  |

1 – Dworzec Niebuszewo felé

## Járművek
A viszonylaton alacsony padlós Konstal 105N2k/2000, Konstal 105Ng/2015, Tatra T6A2D, Tatra KT4DtM, Moderus Alfa villamosok közlekednek.
| Kép | Típus                      | Gyártó                          | Gyártásban  |
| --- | -------------------------- | ------------------------------- | ----------- |
|     | Tatra KT4DtM               | ČKD                             | 1974 – 1997 |
|     | Tatra T6A2D                | ČKD                             | 1988 – 1999 |
|     | Konstal 105N2k/S/2000      | Alstom Konstal                  | 2000 – 2001 |
|     | Konstal 105Ng/2015         | Centralne Warszaty w Szczecinie | 2010 – 2012 |
|     | Moderus Alfa HF10AC        | Modertrans Poznań               | 2011 – 2013 |
|     | Moderus Beta HF15AC/HF25AC | Modertrans Poznań               | 2014 – 2018 |